# Đảng quyền lực mới
Đảng quyền lực mới (giản thể: 时代力量; phồn thể: 時代力量, tiếng Anh: New Power Party) thường được gọi tắt là Đảng lực (NPP; 時力) là một chính đảng tại Đài Loan. Đảng được thành lập vào năm 2015.

## Lịch sử
Đảng quyền lực mới được thành lập vào ngày 25 tháng 1 năm 2015.
Trong cuộc bầu cử lập pháp Đài Loan 2016, đảng tranh chấp đầu tiên, Đảng lực đã giành được 5 ghế trong Nhân dân lập pháp, trở thành đảng lớn thứ ba trong Nhân dân lập pháp lần thứ 9. Ba trong số các ứng cử viên đã giành được ghế ở khu vực bầu cử và hai là được bầu thông qua danh sách đảng. Freddy Lim và Hung Tzu-yung đã rời Đảng lực vào tháng 8 năm 2019, mặc dù cả hai vẫn là thành viên độc lập của Nhân dân lập pháp thứ chín và chọn liên kết với Dân Tiến Đảng. Cùng tháng đó, nhà lập pháp của Đảng lực Kawlo Iyun Pacidal đã bị đình chỉ Kawlo, một nhà lập pháp trong danh sách đảng, đã được thay thế bởi Jang Show-ling vào tháng 9 năm 2019.
Trong cuộc bầu cử lập pháp Đài Loan năm 2020, Đảng lực đã giành được ba ghế trong danh sách đảng, bầu Chen Jiau-hua, Chiu Hsien-chih và Claire Wang làm nhà lập pháp của Nguyên lập pháp thứ mười.